# Lophiodontidae
I lofiodontidi (Lophiodontidae) sono una famiglia di mammiferi erbivori estinti, appartenenti ai perissodattili. Vissero nel corso dell'Eocene (circa 52 – 35 milioni di anni fa), e i loro resti fossili sono stati ritrovati in Europa, Asia e Nordamerica.

## Descrizione
Questi animali possedevano una corporatura simile a quella degli odierni tapiri, ma le dimensioni potevano raggiungere quella di un grosso cavallo odierno. La dentatura era composta da molari a corona corta (brachidonte) con creste trasverse complete, simili a quelli dei tapiri. Per questo motivo i lofiodonti sono stati spesso paragonati a grandi tapiri arcaici e sono stati ricostruiti con una corta proboscide. In realtà la forma delle ossa del cranio indica che questi animali erano probabilmente sprovvisti di proboscide e tutt'al più avevano un labbro superiore carnoso, come quello degli odierni rinoceronti. I lofiodonti erano inoltre provvisti di grossi canini separati dagli altri denti da uno spazio (diastema).

## Classificazione
Benché spesso ritenuti vicini all'origine dei tapiri a causa della loro dentatura, i lofiodonti non erano strettamente imparentati con questi ultimi. Le caratteristiche condivise con i tapiri sono in effetti tipiche di altri perissodattili arcaici (plesiomorfiche). È probabile che i lofiodonti fossero strettamente imparentati con altri perissodattili estinti, i calicoteri, che nel corso di milioni di anni svilupparono morfotipi con posture da gorilla e grandi artigli sugli arti anteriori. Un esempio di forma intermedia tra i due gruppi è Lophiaspis dell'Eocene medio, originariamente considerato un lofiodonte ma a volte ritenuto un rappresentante arcaico dei calicoteri.
Un tipico lofiodonte era invece Lophiodon, vissuto tra l'Eocene inferiore e l'Eocene superiore, che si diffuse in molte zone d'Europa (allora costituita da un arcipelago); nel corso dell'Eocene i lofiodonti andarono incontro a una modesta radiazione evolutiva, con generi come Paralophiodon e Atalonodon (rinvenuto in Sardegna), per poi estinguersi nel corso dell'Eocene superiore, forse a causa della competizione con altri perissodattili più specializzati, come i paleoteridi. I lofiodonti fecero una breve incursione anche in Nordamerica, con i generi Palaeomoropus e Schizotheroides e forse con l'enigmatico Toxotherium.

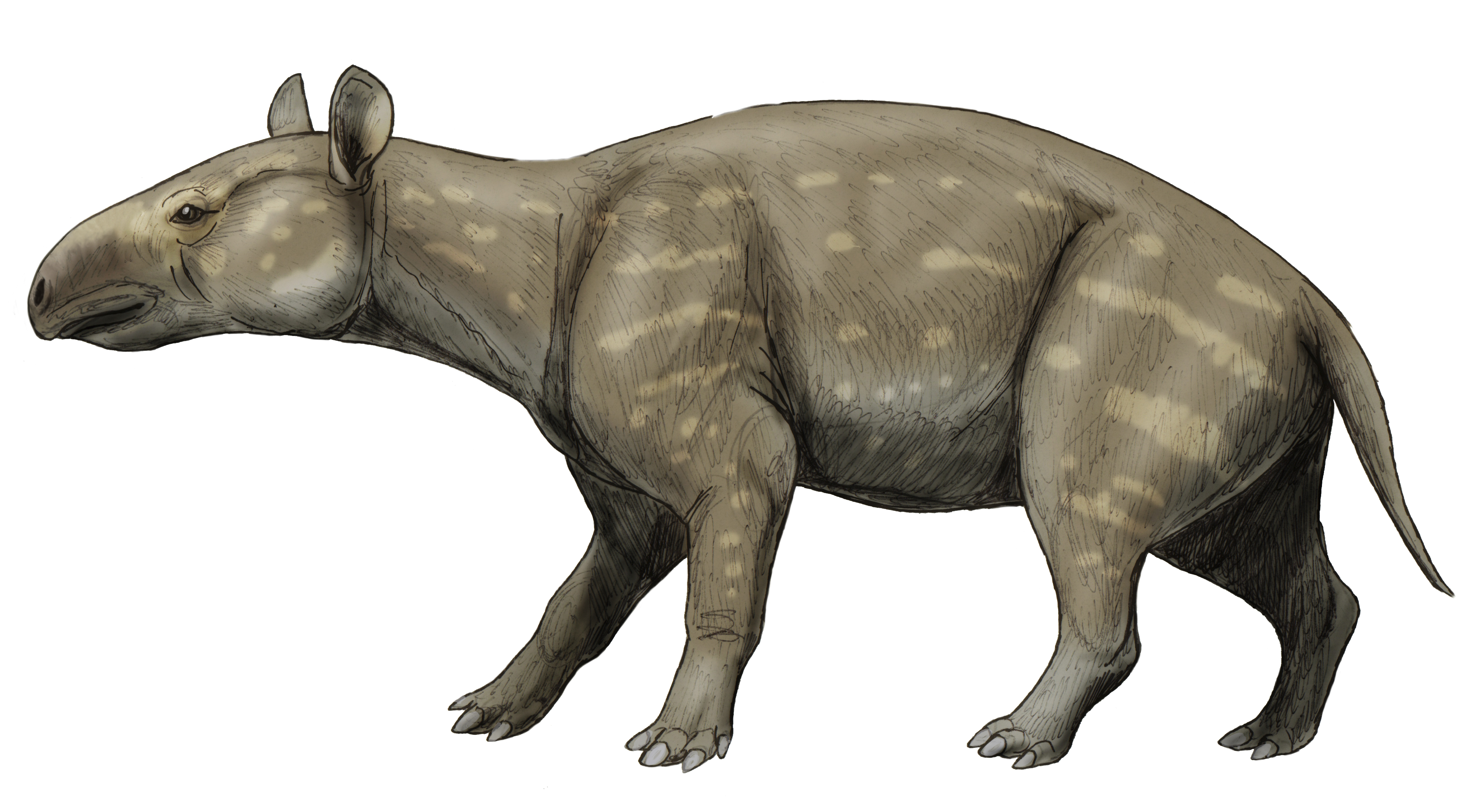
Ricostruzione di Lophiodon lautricense

### Filogenesi
Lophiodontidae
- Atalonodon
- Lophiaspis
- Lophiodochoerus
- Paleomoropus
- Lophiodontinae
  - Eolophiodon
  - Lophiodon
  - Paralophiodon

## Paleoecologia
Nelle faune europee dell'Eocene i lofiodonti sostituirono gli ungulati primitivi di piccola – media taglia e divennero tra gli erbivori dominanti, specializzandosi a brucare le foglie degli alberi. La dentatura di questi animali indica che si nutrivano di materiali vegetali teneri.

## Galleria d'immagini

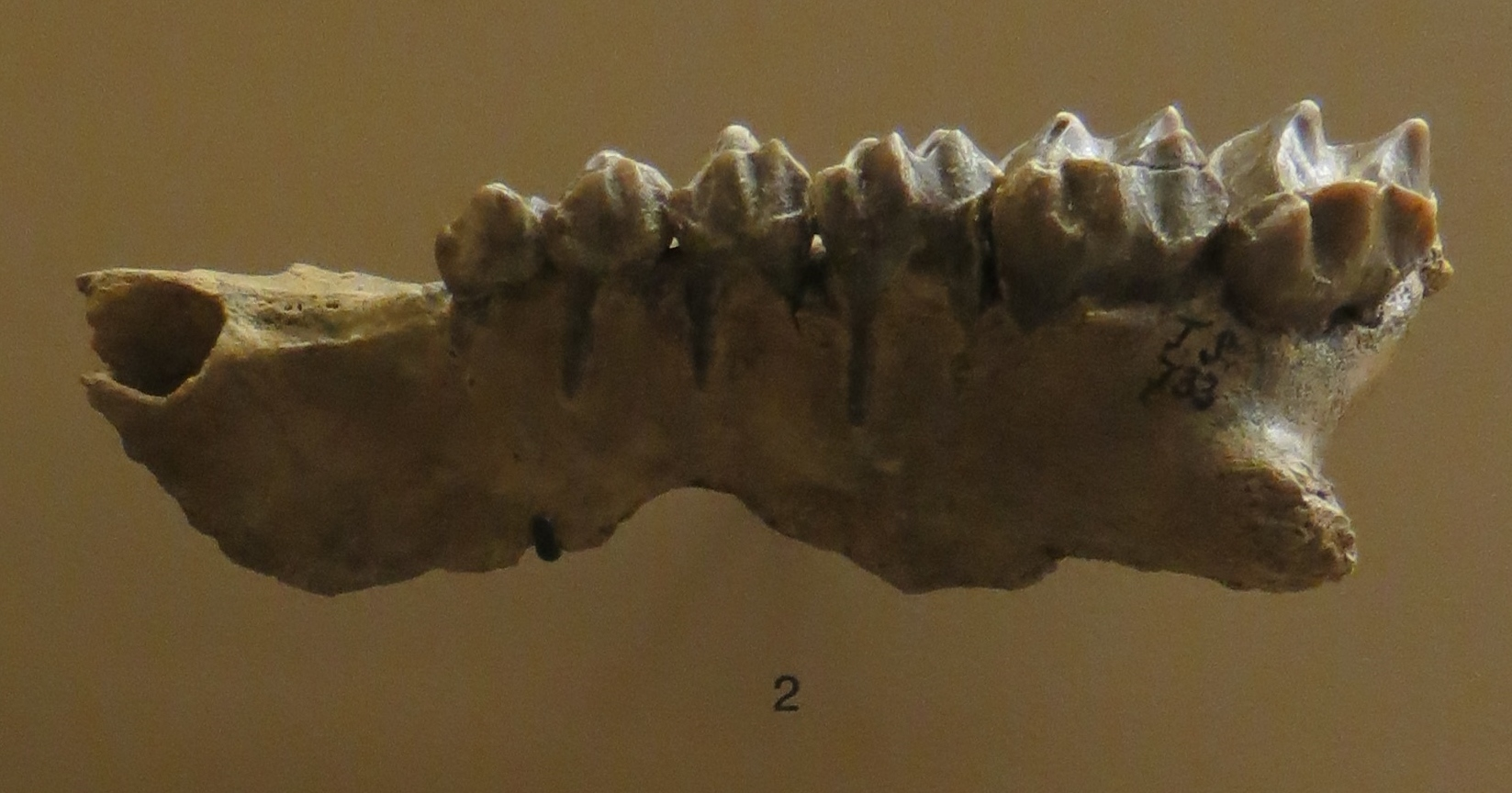
Mandibola di Lophiodon remensis
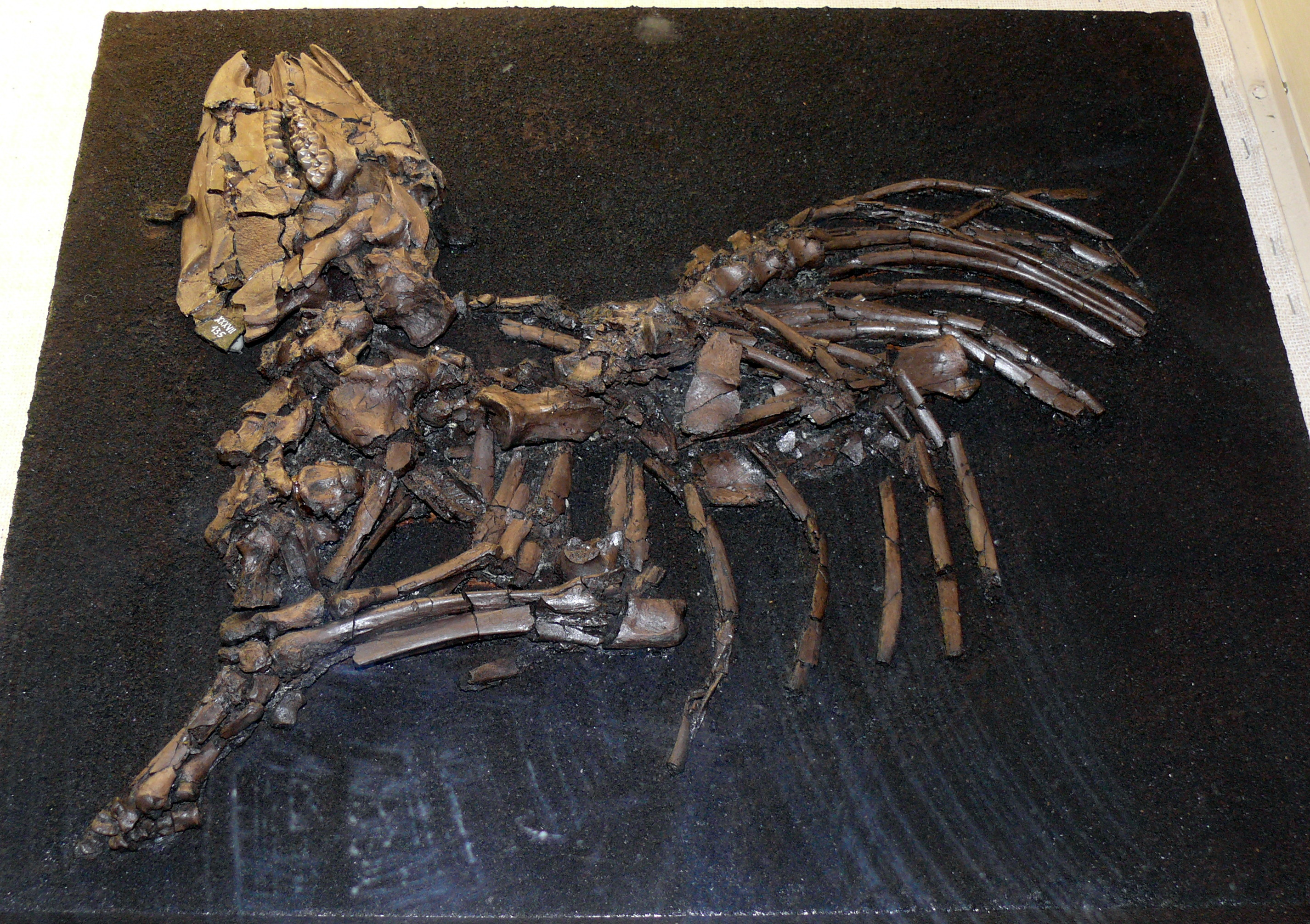
Scheletro di Lophiodon
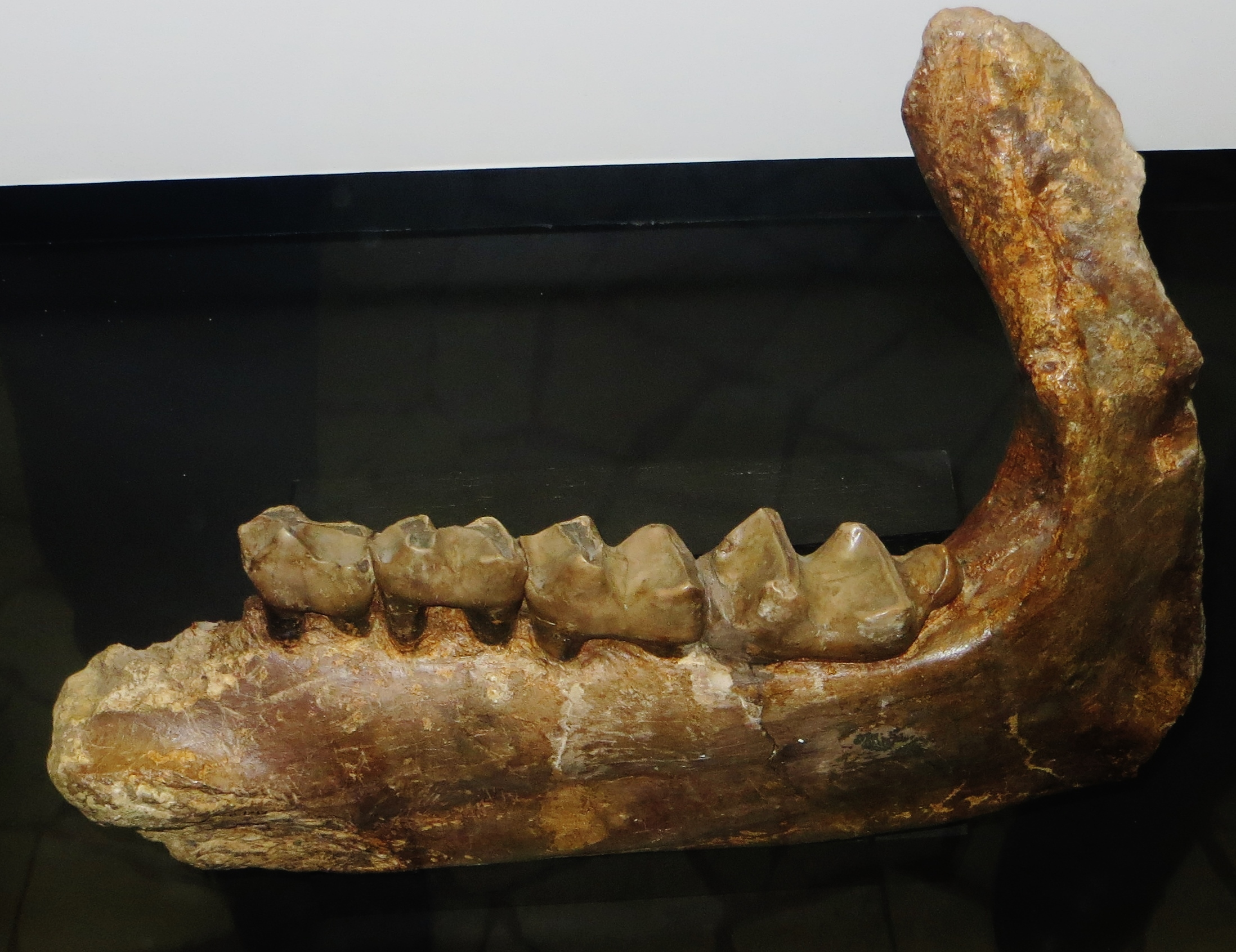
Mandibola di Lophiodon lautricense
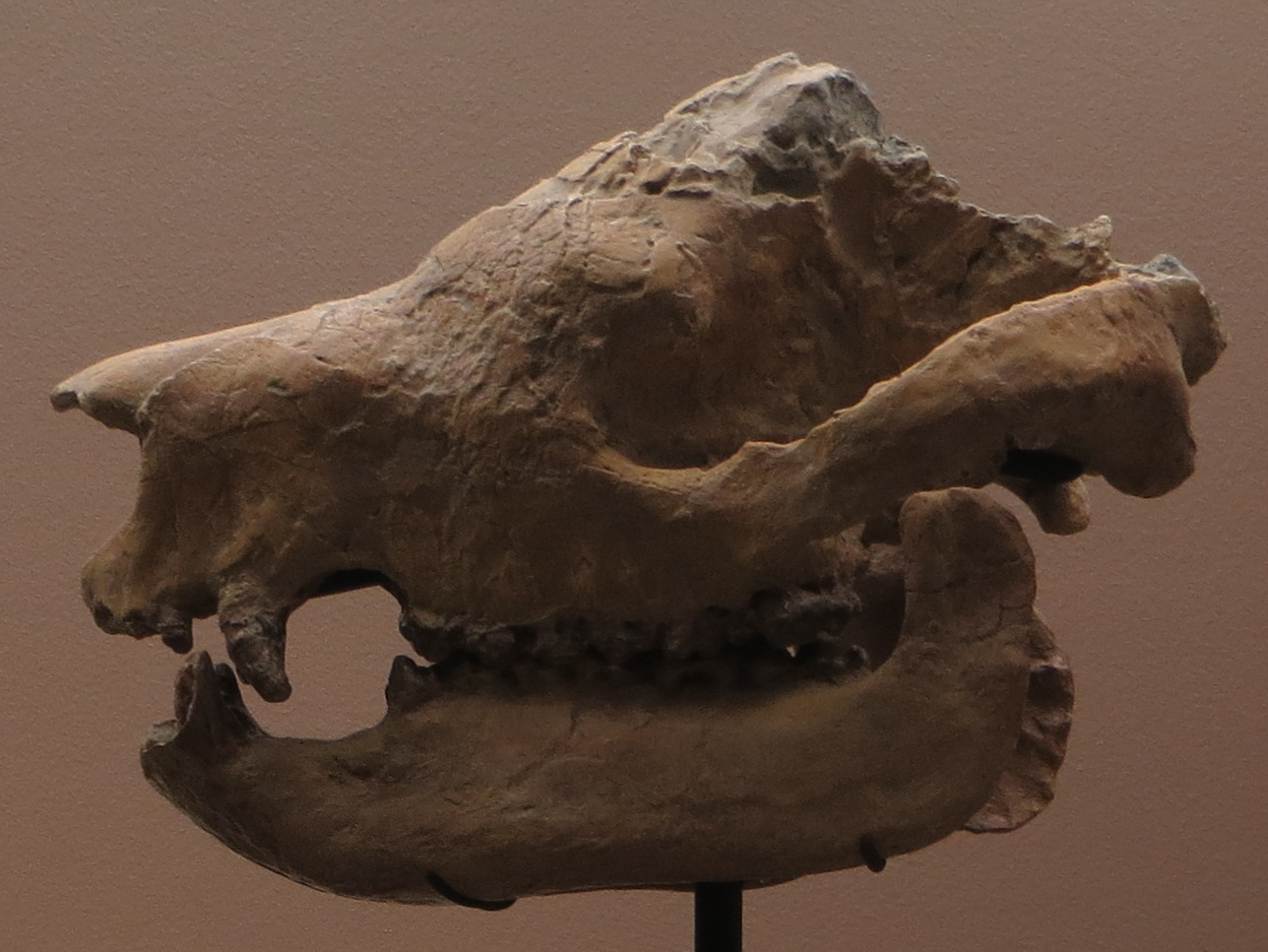
Cranio di Lophiodon leptorhynchus
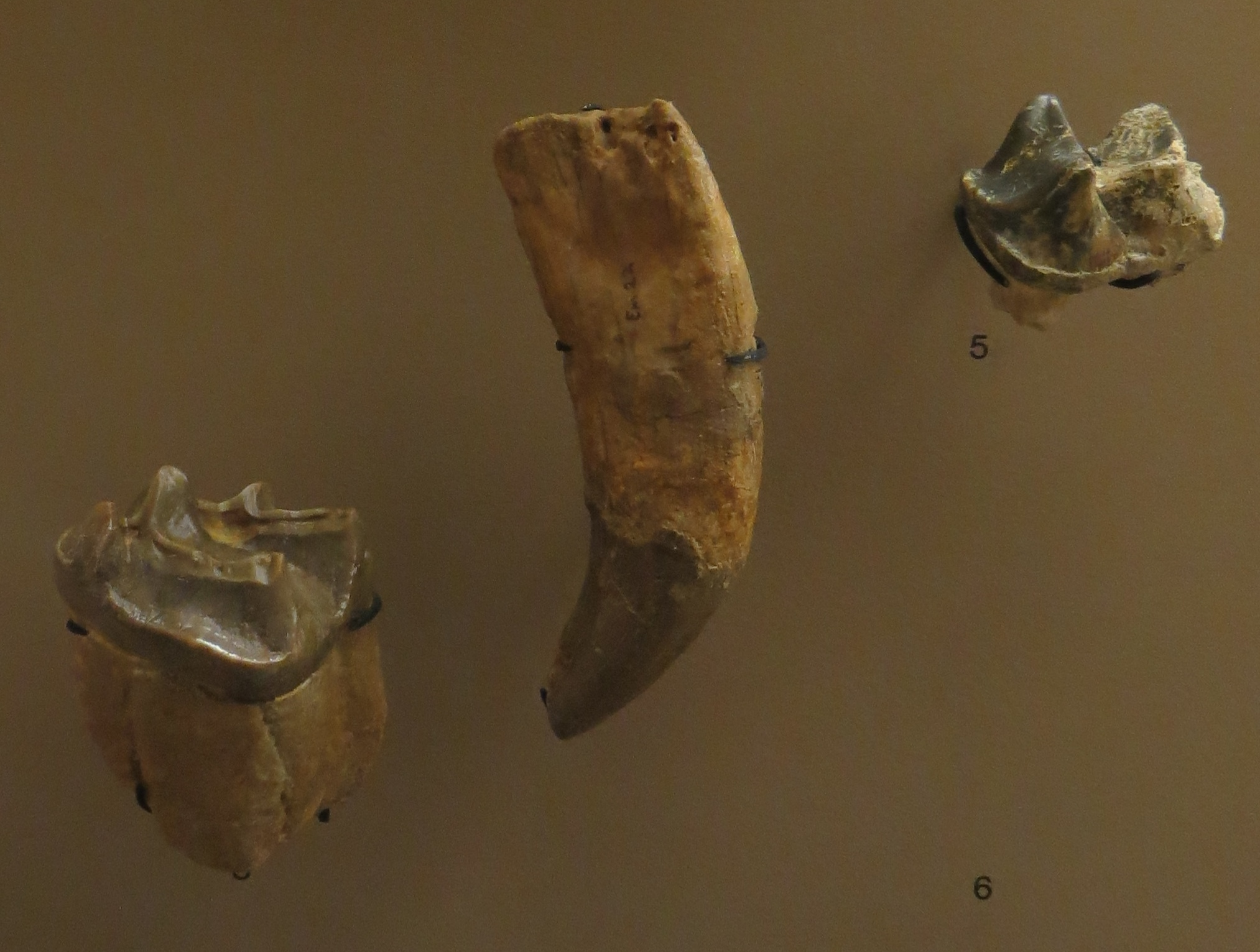
Fossili di Lophiodon rhinocerodes